# Pieni Tahkosaari
Pieni Tahkosaari är en ö i Finland. Den ligger i sjön Puruvesi och i kommunen Nyslott i  landskapet Södra Savolax, i den sydöstra delen av landet, 300 km nordost om huvudstaden Helsingfors. Öns area är 2,1 hektar och dess största längd är 270 meter i sydväst-nordöstlig riktning.